# Ďáblík (přírodní památka)
Ďáblík je přírodní památka v okolí hospodářsky nevyužívaného Knížecího rybníka. V chráněném území se nachází řada biotopů například vlhké acidofilní louky, rašeliniště, mokřadní olšiny, ale hlavně se zde v mělkých vodách vyskytuje zákonem chráněný ďáblík bahenní, podle kterého získala přírodní památka svůj název.
K vyhlášení přírodní památky na tomto území došlo 1. října 1990 a v roce 2016 zde došlo k vyhlášení evropsky významné lokality. Odlehlost přírodní památky umožňuje zachování přírodních procesů na jejím území. Tomu přispívá i fakt, že rybník není hospodářsky využíván. Chráněné území není jednoduše dostupné, takže je zde turistický provoz minimální.
Na území přírodní památky se vyskytují i další chráněné organismy, které využívají zde přítomných podmínek. Mezi významné zástupce rostlin se řádí vrbina kytkokvětá, vachta trojlistá nebo mochna bahenní. Dále se zde vyskytuje řada zástupců obojživelníků, a to čolek horský, čolek obecný, skokan hnědý, skokan zelený, skokan štíhlý, skokan krátkonohý nebo ropucha obecná. Z významných zástupců skupiny hmyzu zde lze nalézt vážku jasnoskvrnou a vážku čárkovanou nebo majku fialovou a některé zástupce svižníků.

## Lokalita
Přírodní památka se nachází v nivě Keblanského potoka, a to konkrétně mezi obcemi Keblany, Lniště a Něchov. Jádro území tvoří již dlouho hospodářsky nevyužívaný Knížecí rybník o původní rozloze 2,9 ha, podmáčené až rašelinné louky, křoviny a podmáčené olšiny. Rybník je napájen Keblanským potokem a zároveň prameništi na jihovýchodní straně chráněného území. Pod hrází rybníka se nachází několik tůní, které jsou zásobovány vodou z rybníka a při vyšším stavu vody i záplavovou vodou z potoka. Nadmořská výška se pohybuje v rozmezí 458 až 463 metrů. Severní hranice území je z větší části určována korytem Keblanského potoka a jižní okraj určuje kompaktní lesní porost. V okolí lesních porostů obklopujících přírodní památku a ani výše po proudu Keblanského potoka se nevyskytuje výrazný zdroj znečištění či eutrofizace, tudíž je možné zachování aktuálních přírodních poměrů.

## Historie
V minulosti bylo okolí Knížecího rybníka tvořeno komplexem vlhkých luk a pravděpodobně bylo z části využíváno pro pastvu. Dnešní lesní porost vznikl spontánní sukcesí a lesnické obhospodařování na ně mělo jen malý vliv. Dle katastrálních map z roku 1845 dosahoval rybník větších rozměrů nežli dnes. Letecké snímky z roku 1953 ukazují, že rybník byl z velké části odvodněn z důvodu provalení hráze. Tento stav měl za důsledek postupné zazemňování rybníka a sukcesi dřevních náletů. Oprava hráze proběhla v roce 1998, tím došlo k opětovnému zvýšení vodní hladiny a odumření části dřevinných nárostů. V dnešní době je i přes občasné prořezávání náletového porostu velká část rybníka zarostlá.

## Přírodní poměry

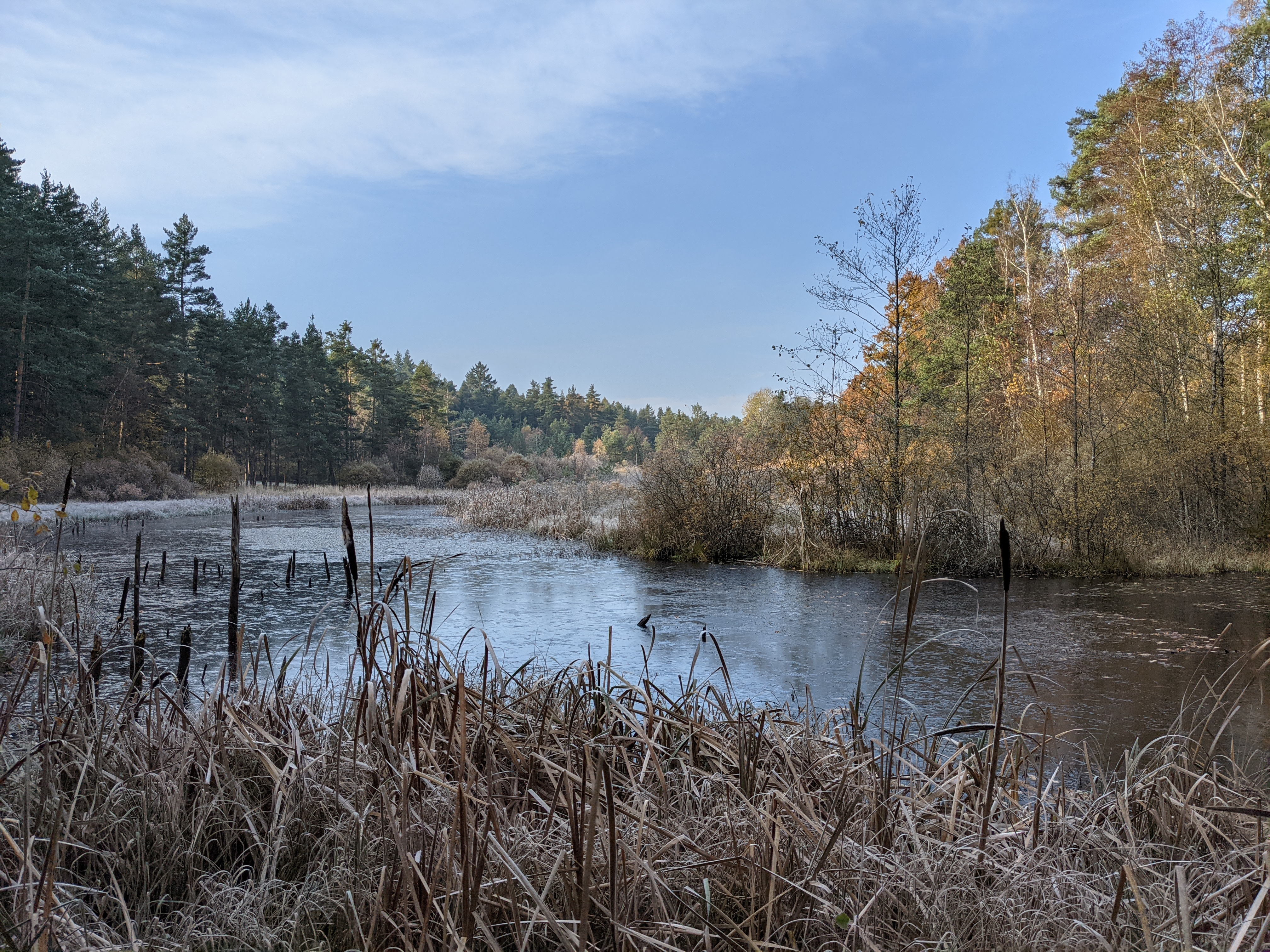
Knížecí rybník (na levé straně jsou zřetelné kmeny odumřelých stromů vystupujících z vody)

### Geologie
Na horninovém podloží daného území se podílí jednotvárná série moldanubika. Moldanubikum se zde vyskytuje ve formě středně zrnité až drobnozrnné muskovit-biotitické žuly mrákotínského typu. Terciér je utvářen neogenními koroseckými písčitými štěrky, v kvartéru jsou zastoupeny fluviální holocenní hlíny, písky a recentní sedimenty umělých vodních nádrží. Plocha lokality je pokryta gleji, z části také organosoly a pod lesními porosty pseudogleji až oglejenými kambizeměmi.

### Flora
V rámci přírodní památky lze rozdělit druhovou skladbu rostlin dle konkrétních zde se nacházejících významných biotopů.
Vlhké acidofilní louky jsou z většiny dominovány širolistými bylinami (např. Caltha palustris), travami (např. Agrostis canina), nízkými ostřicemi (např. Carex nigra a Carex panicea) a sítinami (např. Juncus effusus). Z hlediska kvality biotopu se jedná o velice zachovalé rostlinné společenstvo. Ve střední Evropě se jedná o pravděpodobně nejběžnější typ vlhkých luk na silikátovém podloží, ale v dnešní době je i tento biotop vzácný z důvodu změn hospodaření v krajině.
Rašeliniště ve výtopě rybníka je biotop, kde hladina spodní vody typicky sahá až téměř k povrchu. Vyskytují se zde dvě bylinná patra. Ve vyšším patře dominuje ostřice zobánkatá (Carex rostrata) a v nižším lze nalézt např. mochnu bahenní (Potentilla alustris), suchopýr úzkolistý (Eriophorum angustifolium) a vrbinu kytkokvětou (Lysimachia thyrsiflora). Biotop je závislý na stálé úrovni vodní hladiny. Delší období nižší hladiny vody by mělo za důsledek rozvoj vlhkomilných dřevin na tomto biotopu. Stejný efekt může mít i nahromadění většího množství rašeliny. Dnes je biotop částečně degradován právě z důvodu zarůstání vlhkomilnými dřevinami např. vrbou popelavou (Salix cinerea).

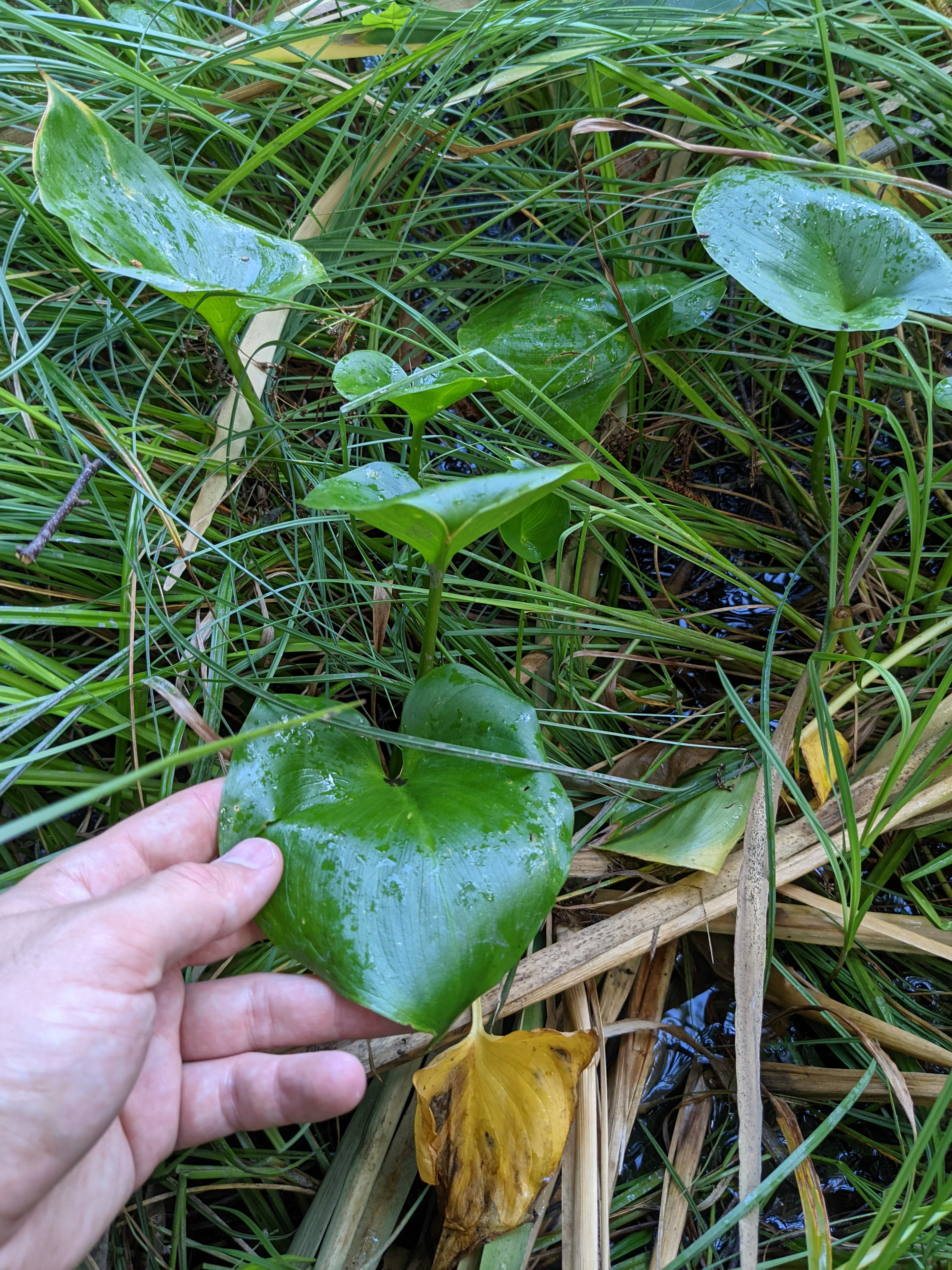
Ďáblík bahenní (Calla palustris)

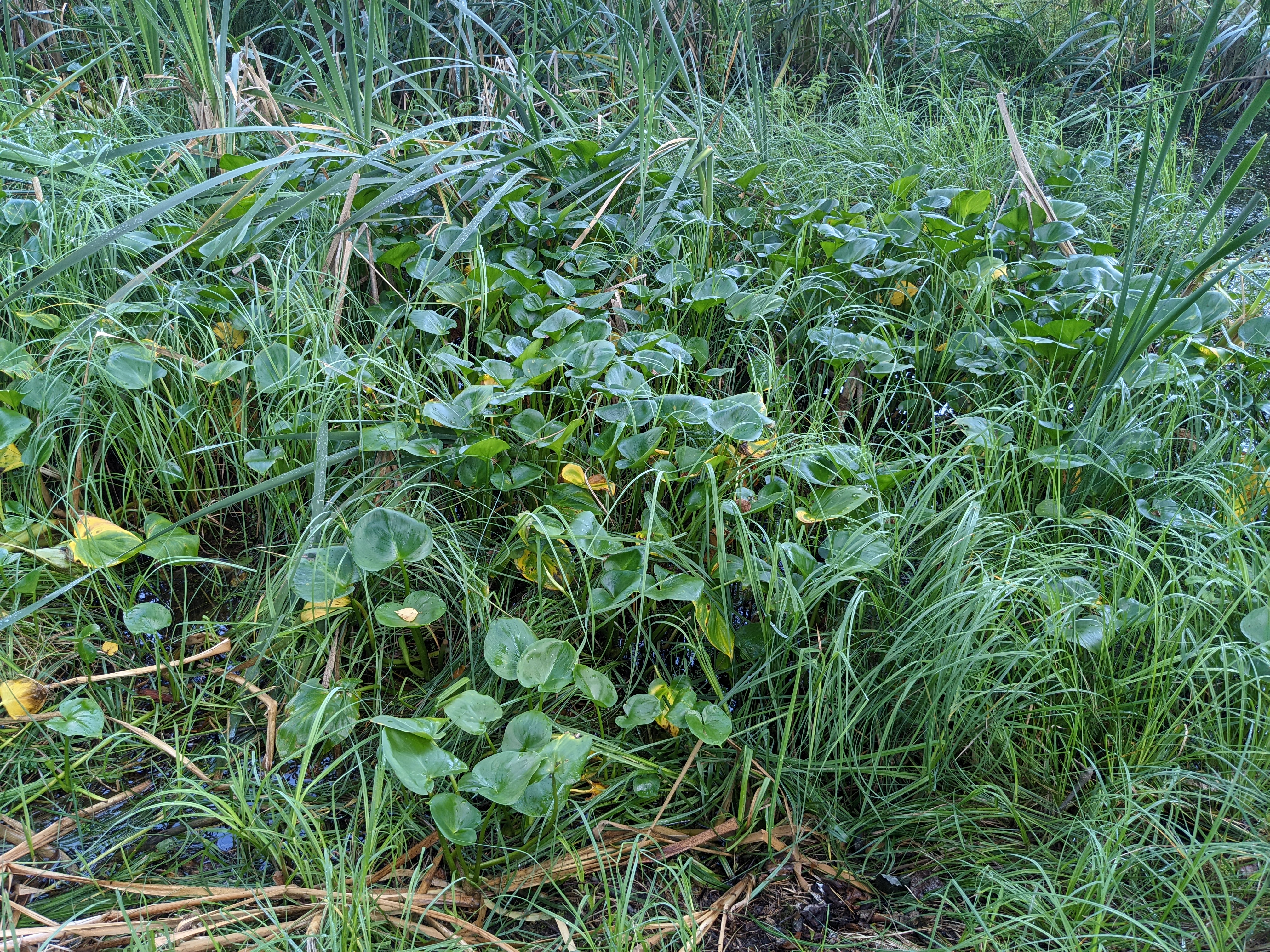
Populace ďáblíku bahenního (Calla palustris)

V mělkých vodách s porosty ďáblíku bahenního (Calla palustris) se vyskytuje mokřadní vegetace odpovídající mezotrofním až dystrofním stanovištím. Jedná se hlavně o tůňky v mokřadních olšinách a rašelinné okraje rybníka. Nejlepší situace na tomto typu stanoviště je, když dominuje jeden druh nad ostatními. Většinou však dochází k pronikání v okolí se vyskytujících druhů na toto stanoviště, což se děje i v tomto případě. Jedná se např. o ostřici štíhlou (Carex acuta), karbinec evropský (Lycopus europaeus) a lilek potměchuť (Solanum dulcamara). Při vyšším stupni zazemnění rybníka je riziko, že může dojít k postupnému nahrazení těchto rostlinných společenstev rákosinami a vysokými ostřicemi.  Kritický je pro tento biotop stálý stav vody a déle trvající periody sucha jsou také ohrožením.
Slatinné mokřadní olšiny jsou biotopem s bylinným patrem skládajícím se z mikrostanovišť, které lze rozdělit na vyvýšeniny se zastoupením např. ostřice prodloužené (Carex elongata) a prohlubně s např. okřehekem menším (Lemna minor) a skřípinou lesní (Scirpus sylvaticus). Keřové patro je v tomto biotopu zastoupené méně a dominuje mu krušina olšová (Frangula alnus) a vrba popelavá (Salix cinerea). Stromové patro, jak název napovídá, je primárně tvořeno olší lepkavou (Alnus glutinosa). Dle snímku z padesátých let minulého století lze usuzovat, že toto rostlinné společenstvo alespoň částečně vzniklo expanzí dřevin na nekosené podmáčené louky, které v minulosti tvořily větší podíl okolního prostředí. Pozitivním faktorem je, že zde není nadměrný výskyt kopřivy dvoudomé (Urtica dioica), což naznačuje nízkou úroveň eutrofizace. Tento biotop je závislý na vysoké hladině spodních vod a rizikem tedy jsou dlouhá období sucha.
Mezi další rostlinná společenstva přítomná na přírodní památce se řadí zástupci druhů stojatých vod. Druhy spadající do tohoto společenstva jsou např. rdest vzplývavý (Potamogeton natans), leknín bělostný (Nymphaea candida), okřehek menší (Lemna minor), rdest tupolistý (Potamogeton obtusifolius) a bublinatka jižní (Utricularia australis). Jako významné zástupce bezcévných rostlin je nutné uvést porost parožnatek rodu Nitella flexilis, protože jejich výskyt je předmětem ochrany v rámci evropsky významné lokality.  Dále lze zmínit hráz rybníka, kde je dominantní zastoupení keřů, ale také dubu letního (Quercus robur), konvalinky vonné (Convallaria majalis) nebo krušiny olšové (Frangula alnus). Nejvíce degradovaným biotopem v chráněním území je rostlinné společenstvo vlhkých luk a to z důvodu absence pravidelného kosení v minulosti. Tento fakt vedl k rozšíření kompetičně zdatnějších trav, např. chrastice rákosovité (Phalaris arundinacea). Je zde přítomný i kulturní les s prvky acidofilní doubravy,  který je tvořen hlavně smrky (Picea abies) a borovicemi (Pinus sylvestris). V bylinném patře lze nalézt brusnici borůvku (Vaccinium myrtillus).
Mezi nejvýznamnější druhy cévnatých rostlin vyskytujících se v této chráněné oblasti patří ďáblík bahenní (Calla palustris), vrbovka bahenní (Epilobium palustre), vrbina kytkokvětá (Lysimachia thyrsiflora), vachta trojlistá (Menyanthes trifoliata), mochna bahenní (Potentilla palustris), starček potoční (Tephroseris crispa), kozlík dvoudomý (Valeriana dioica), klikva bahenní (Oxycoccus palustris).

### Fauna
Z hlediska výskytu obojživelníků je přírodní památka velmi významná. Ze zástupců se zde vyskytuje čolek horský (Ichthyosaura alpestris), u kterého se v chráněné oblasti odhaduje stabilní populace desítek jedinců. Dále se zde vyskytuje čolek obecný (Lissotriton vulgaris) ale v menších počtech. Ze zástupců žab se na území vyskytují skokan zelený (Pelophylax esculentus) a skokan hnědý (Rana temporaria), a to ve stabilních populacích o mnoha desítkách jedinců. Vzácněji se zde vyskytují skokan štíhlý (Rana dalmatina), skokan krátkonohý (Pelophylax lessonae) nebo kuňka ohnivá (Bombina bombina). Vyskytuje se zde i ropucha obecná (Bufo bufo).
Mezi další zástupce obratlovců nalezených na chráněném území patří třeba plazi, jako je ještěrka živorodá (Lacerta vivipara), slepýš křehký (Anguis fragilis), užovka obojková (Natrix natrix). Z ptáků to jsou například kachna divoká (Anas platyrhynchos), polák velký (Aythya ferina), linduška lesní (Anthus trivialis), strnad obecný (Emberiza citrinella), ťuhýk obecný (Lanius collurio). A ze savců například veverka obecná (Sciurus vulgaris), myšice křovinná (Apodemus sylvaticus), hraboš mokřadní (Microtus agrestis), rejsec černý (Neomys anomalus), prase divoké (Sus scrofa), lasice hranostaj (Mustela erminea), srnec obecný (Capreolus capreolus).
Z řádu vážky (Odontoda) tu byl zjištěn výskyt několika významných druhů, a to hlavně druhů vázaných na rašeliništní a mokřadní biotopy. Byly zde nalezeny významné druhy: vážka jasnoskvrnná (Leucorrhinia pectoralis), vážka čárkovaná (Leucorrhinia dubia), vážka tmavá (Sympetrum danae) a šidélko menší (Ischnura pumilio).
Z dalších skupin hmyzu tady byl v minulosti potvrzen výskyt několika významných zástupců z řádu brouci (Coleoptera), a to majka fialová (Meloe violaceus), Leistus terminatus, Cortodera femorata, Aphodius nemoralis, tesařík tmavý (Leptura aethiops), Pogonocherus hispidus, Hypnoidus riparius, Mosotalesus impressus, kovařík žlutý (Anostirus castaneus) a někteří zástupci svižníků: (Cicindelinae) svižník polní (Cicindela campestris) nebo svižník lesomil (Cicindela sylvicola).

## Ochrana
Dle vyhlášky okresního národního výboru České Budějovice z roku 1990 je předmětem ochrany „ekosystém vodního a mokřadního společenstva s bohatou populací ďáblíku bahenního (Calla palustris) a řady dalších chráněných a ohrožených druhů flory.“ Mezi hlavní předměty ochrany patří významná rostlinná společenstva vlhkých luk, rašeliniště, mělké vody s porostem ďáblíku bahenního a vlhké olšiny. Dále významné druhy živočichů a rostlin: čolek horský (Ichthyosaura alpestris), čolek obecný (Lissotriton vulgaris), skokan hnědý (Rana temporaria), skokan zelený (Pelophylax esculentus), skokan štíhlý (Rana dalmatina), skokan krátkonohý (Pelophylax lessonae), ropucha obecná (Bufo bufo), vážka jasnoskvrnná (Leucorrhinia pectoralis), vážka čárkovaná (Leucorrhinia dubia), ďáblík bahenní (Calla palustris), vrbina kytkokvětá (Lysimachia thyrsiflora), vachta trojlistá (Menyanthes trifoliata), mochna bahenní (Potentilla palustris).

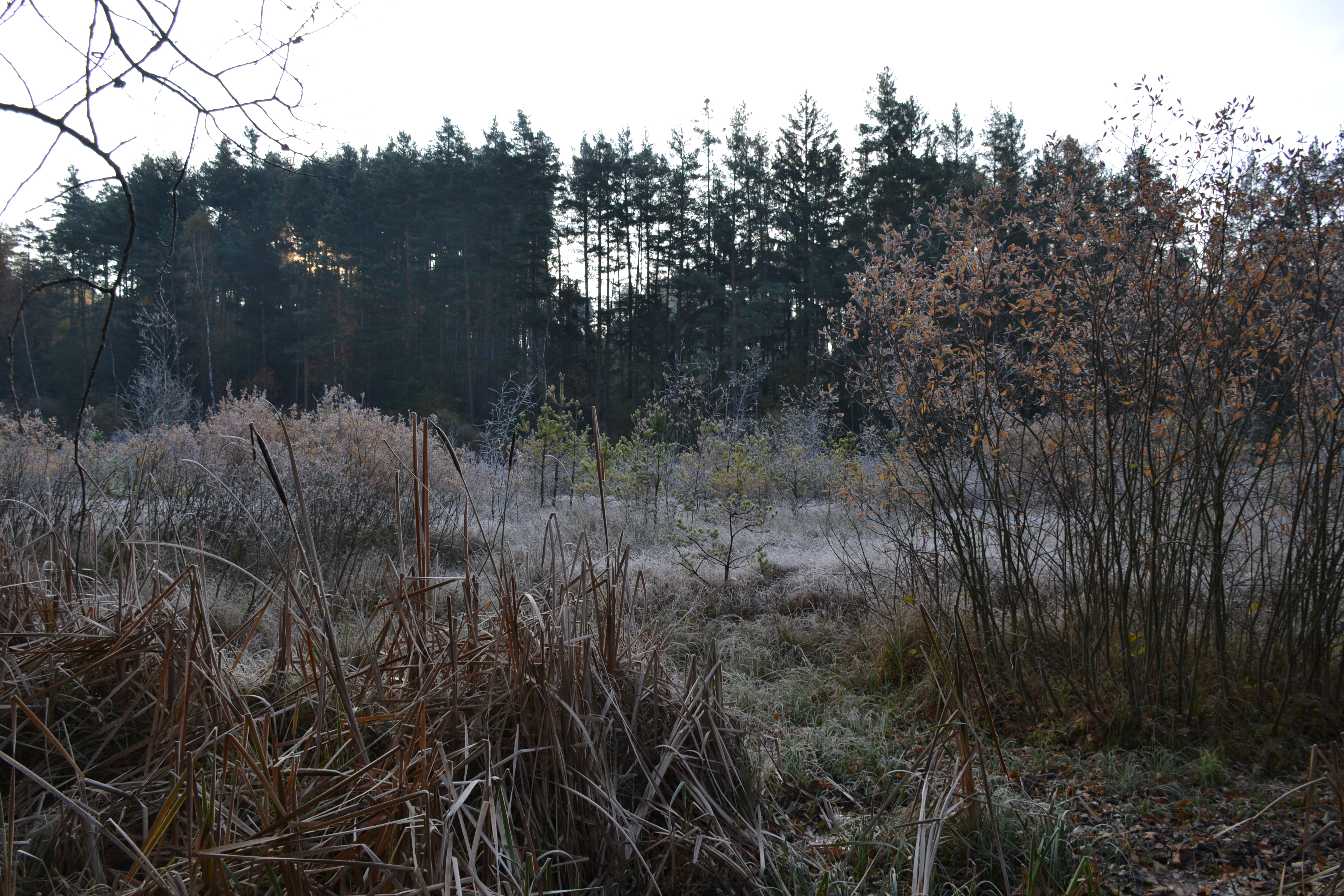
Zarůstající Knížecí rybník na PP Ďáblík

Samotná přírodní památka je v celkovém překryvu s Evropsky významnou lokalitou a předmětem ochrany jsou dle nařízení vlády České republiky (73/2016) z roku 2016 „tvrdé oligomezotrofní vody s bentickou vegetací parožnatek.“
Odlehlost chráněného území umožňuje průběh přírodních procesů bez vážnějšího ohrožení ze strany okolního hospodaření s krajinou. Za nežádoucí lze ale uvést stále větší zazemnění rybníka, které by mohlo mít za důsledek expanzi vlhkomilných dřevin, tím pádem ztrátu ochranářsky hodnotné vegetace nelesních mokřadních biotopů. Důležité je také udržovat vlhké louky pravidelným kosením, aby nedošlo k potlačení vzácných rostlin zde se vyskytujících. Předchozí ochranářská péče se soustředila právě na tyto problémy. Vlhké louky byly v minulosti koseny a docházelo i k prořezávání náletových dřevin na území výtopy rybníka. V zarostlé části výtopy bylo také vytvořeno několik tůní. Tato péče měla správné zaměření, ale dle intenzity sukcesních procesů by měla být zvýšena frekvence těchto zásahů. V plánu na období 2021 až 2030 je dvakrát odstranit veškeré náletové dřeviny v zazemněné části rybníka a zároveň kosit 1× za dva až tři roky suché okrajové části rybníka. V plánu je také vytvoření tůní v sušších částech výtopy. Co se týče vlhkých luk, na nich bude zachována dosavadní péče, kdy bude vždy ponecháno 15 % plochy luk neposečených.
Rybník je bez rybí osádky a tento stav by měl setrvat. Jeho význam spočívá v zadržování vody v krajině a tím pádem utváření unikátního biotopu pro obojživelníky a jiné živočichy a rostliny, které jsou vázané na lesní rybníky. V situaci, kdy by mělo dojít k vysazení rybí osádky, tak by bylo na místě využít pouze nízkou osádku lína, který by mohl mít pozitivní dopad na ekosystém. Není doporučeno vysazení osádky kapra ani štiky z důvodu narušení ekosystému. U rybníka je zároveň důležité sledovat stav hráze a případně provést opravu.
Dlouhodobý cíl ochranářské péče je zachování společenstev oligotrofních až mezotrofních vod s plynulým sukcesním přechodem do rašelinné bezlesé vegetace.

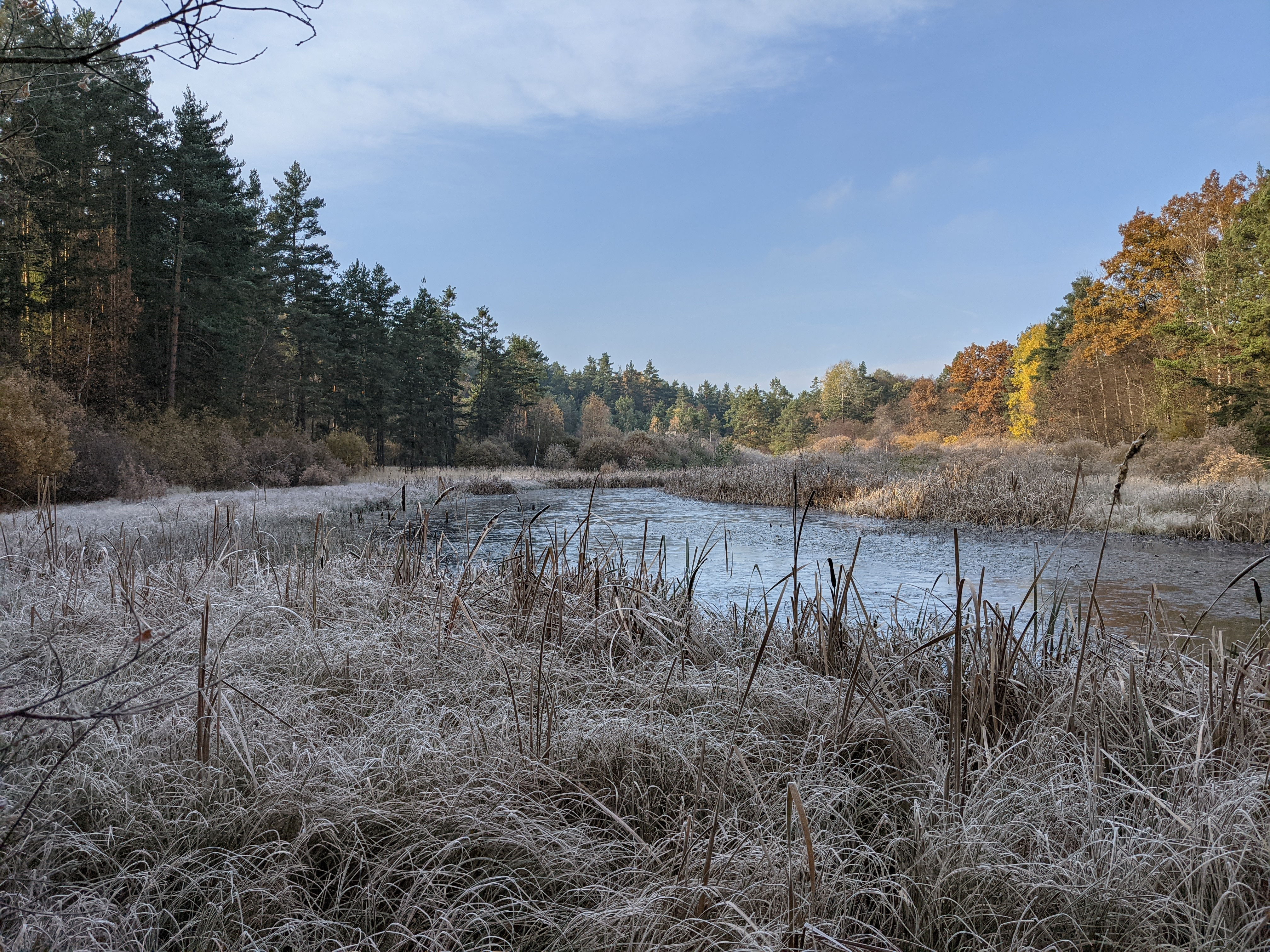
Zamrzlý Knížecí rybník na PP Ďáblík

## Turismus
Přes přírodní památku nevede žádná turistická trasa, tudíž je turistický provoz na území minimální. Vozidlem je nejjednodušší přístup přes vesnici Keblany. Cesta za špatného počasí vyžaduje terénní vozidlo. Pěšky je chráněné území dostupné ze všech okolních vesnic, ale nejjednodušší přístup je z obcí Keblany a Lniště.